# Iemți, Starokosteantîniv
Iemți (în ucraineană Ємці) este un sat în comuna Bahlaii din raionul Starokosteantîniv, regiunea Hmelnîțkîi, Ucraina.
Localitatea face parte din regiunea istorică Volânia, iar după tratatul de pace de la Riga din 1921 a devenit parte a Uniunii Sovietice.

## Demografie
Componența lingvistică a localității Iemți
     Ucraineană (98,09%)
     Alte limbi (0,64%)
Conform recensământului din 2001, majoritatea populației localității Iemți era vorbitoare de ucraineană (98,09%), existând în minoritate și vorbitori de armeană (1,27%).